# Rubus rubritinctus
Rubus rubritinctus är en rosväxtart som beskrevs av William Charles Richard Watson. Rubus rubritinctus ingår i släktet rubusar, och familjen rosväxter. Inga underarter finns listade i Catalogue of Life.